# Magda Janssens Hoedenspeld
De Magda Janssens Hoedenspeld is een Nederlandse doorgeefprijs voor acteurs die een bijzondere bijdrage leveren aan het (solo)toneel. De prijs is genoemd naar Magda Janssens, een Belgische actrice en voordrachtskunstenares.
De prijs is uitgereikt aan de volgende personen:
- 1934 Fie Carelsen ontving de prijs uit handen van Magda Janssens.[1]
- 1952 Walter Kous.[2]
- 1990 Tob de Bordes, kreeg de prijs overhandigd ter gelegenheid van zijn 40-jarig toneeljubileum.
- 2000 Nel Kars, ter gelegenheid van haar 40-jarig toneeljubileum.
- 2014 Gerda Havertong.[3][4]

## Eerste uitreiking
Over het ontstaan van de prijs vertelt Nel Kars het volgende: Nadat Else Mauhs in 1934 uit handen van Theo Mann-Bouwmeester de naar haar vernoemde ring had ontvangen, zei de Vlaams-Nederlandse actrice Magda Janssens in 1935 tegen de toen net uit Nederlands-Indië teruggekomen Fie Carelsen dat ook zij een huldeblijk had verdiend. "Jij krijgt van mij de Magda Janssens Hoedenspeld. Draag hem met ere."